# Gelasma glaucaria
Gelasma glaucaria là một loài bướm đêm trong họ Geometridae.